# Valgrind
Valgrind es un conjunto de herramientas libres que ayuda en la depuración de problemas de memoria y rendimiento de programas.
La herramienta más usada es Memcheck. Memcheck introduce código de instrumentación en el programa a depurar, lo que le permite realizar un seguimiento del uso de la memoria y detectar los siguientes problemas:
- Uso de memoria no inicializada.
- Lectura/escritura de memoria que ha sido previamente liberada.
- Lectura/escritura fuera de los límites de bloques de memoria dinámica.
- Fugas de memoria.
- Otros.

El precio a pagar es una notable pérdida de rendimiento; los programas se ejecutan entre cinco y veinte veces más lento al usar Valgrind, y su consumo de memoria es mucho mayor. Por ello normalmente no siempre se ejecuta un programa en desarrollo usando Valgrind, sino que se usa en situaciones concretas cuando se está buscando un error determinado se trata de verificar que no haya errores ocultos como los que Memcheck puede detectar.
Valgrind incluye además otras herramientas:
- Addrcheck, versión ligera de Memcheck que se ejecuta más rápido y requiere menos memoria pero que detecta menos tipos de errores. Esta herramienta ha sido eliminada a partir de la versión 3.2.0.
- Massif, mide el rendimiento del montículo (heap).
- Helgrind, herramienta de detección de condiciones de carrera (race conditions) en código multihilo.
- Cachegrind, mide el rendimiento de la caché durante la ejecución, de acuerdo a sus características (capacidad, tamaño del bloque de datos, grado de asociatividad, etc.).